# Bamberg, Staatsbibliothek, Msc.Hist.3
Die Handschrift Bamberg, Staatsbibliothek, Msc.Hist.3 ist ein Kodex, der verschiedene meist historische Werke enthält, darunter eine Umarbeitung der Historia Langobardorum des Paulus Diaconus und eine Version des Alexanderromans. Die Handschrift wurde um das Jahr 1000 in Sachsen geschrieben und von Heinrich II. nach Bamberg gebracht, wo sie bis zur Säkularisierung Teil der dortigen Dombibliothek war. Heute wird sie als Teil der Kaiser-Heinrich-Bibliothek in der Staatsbibliothek Bamberg verwahrt.

## Beschreibung

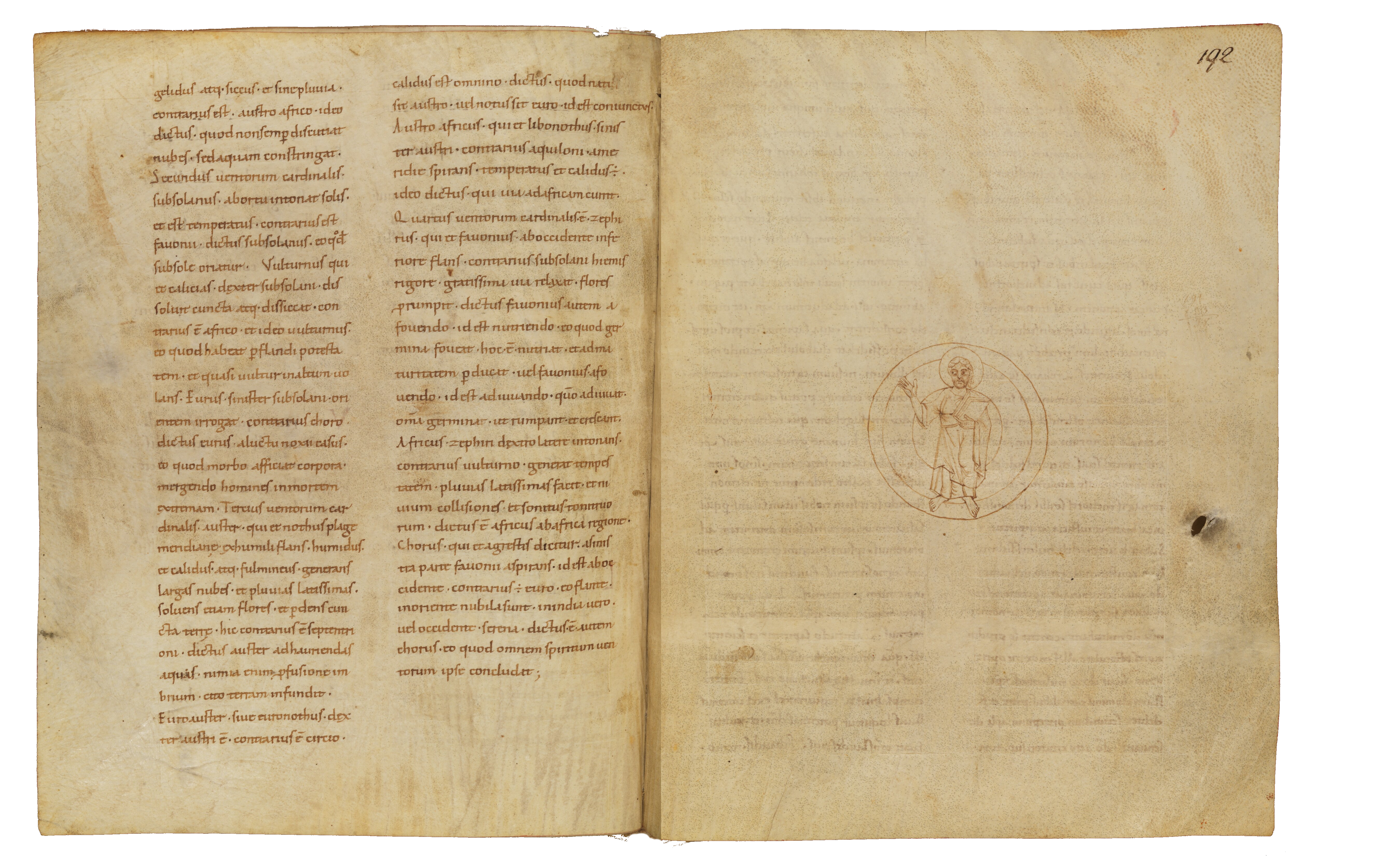
Bamberg, Staatsbibliothek, Msc.Hist.3, fol. 191v–192r.

Der Kodex misst 38 auf 30 cm und umfasst 351 Blatt teils rissigen Pergaments, die mit je 30 oder 31 Zeilen in zwei Spalten beschrieben sind, sowie zwei ungezählte Papierblätter. Der Einband stammt von 1611. Die Schrift ist eine Minuskel, für die Rubrizierung wird eine Capitalis rustica verwendet. Einige Kapitelanfänge sind durch farbige Majuskeln und teilweise Ornamenten- und Rankeninitialen (zusammen 20) hervorgehoben. Auf fol. 192r findet sich eine Federzeichnung (Christus?). Im Kolophon auf fol. 351v nennt sich ein Schreiber Igi, der im Auftrag eines praesul Arnfulfus schreibt. Früher wurde dies auf Arnulf von Mailand bezogen, bis Hoffman Arnulf von Halberstadt plausibel machen konnte.

## Herkunft
Der Kodex stammt aus Sachsen und wurde dort zwischen 996 und 1023 geschrieben. Hoffmann unterscheidet acht Hände des Halberstädter Skriptoriums. Es ist anzunehmen, dass er von Heinrich II. nach Bamberg gebracht wurde und im Kontext der Gründung des Bistums Bamberg in die dortige Dombibliothek gelangte.

## Inhalt
Die Handschrift enthält historische Werke von Aurelius Victor, Eutropius, Jordanes, Paulus Diaconus und (am umfangreichsten) Beda Venerabilis jeweils in Form von „Bearbeitungen in barbarischer Latinität“. Außerdem findet sich fol. 192r–219v eine Abschrift der Historia de preliis Alexandri Magni enthält, eine von Leo von Neapel verfasste Fassung des Alexanderromans.
Die Handschrift wurde von Frutholf von Michelsberg genutzt.